# Aloe koenenii
Aloe koenenii ist eine Pflanzenart der Gattung der Aloen in der Unterfamilie der Affodillgewächse (Asphodeloideae). Das Artepitheton koenenii ehrt den deutschen Gartenbauer Manfred Koenen, der in Jordanien das Typusexemplar sammelte.

## Beschreibung

### Vegetative Merkmale
Aloe koenenii wächst stammbildend, verzweigt von der Basis aus und bildet dichte, ausgedehnte Gruppen. Die niederliegenden Stämme erreichen eine Länge von 40 bis 50 Zentimeter. Die 20 bis 30 Laubblätter sind aufrecht oder aufsteigend. Die glauk-grüne, purpur überhauchte Blattspreite ist 40 Zentimeter lang und 4 bis 9 Zentimeter breit. Jungpflanzen sind weiß gefleckt. Die festen Zähne am Blattrand sind 2 bis 3 Millimeter lang und stehen 5 bis 10 Millimeter voneinander entfernt.

### Blütenstände und Blüten
Der Blütenstand besteht aus bis zu vier Zweigen und erreicht eine Länge von bis zu 120 Zentimeter. Die ziemlich dichten, zylindrischen Trauben sind bis zu 35 Zentimeter lang. Die Brakteen weisen eine Länge von 5 bis 8 Millimeter auf. Die zylindrisch-bauchigen, karminroten Blüten stehen an steifen, 2 bis 3 Millimeter langen Blütenstielen. Die Blüten sind 25 bis 28 Millimeter lang. Auf Höhe des Fruchtknotens weisen die Blüten einen Durchmesser von 4 Millimeter auf. Darüber sind sie zur Mitte auf 7 Millimeter erweitert und schließlich zur Mündung verengt. Die Staubblätter und der Griffel ragen 3 bis 4 Millimeter aus der Blüte heraus.

## Systematik und Verbreitung
Aloe koenenii ist in Jordanien oberhalb der Felsenstadt Petra auf vertikalen Kippen aus Sandstein verbreitet.
Die Erstbeschreibung durch John Jacob Lavranos und Kerstin Koch wurde 2006 veröffentlicht.
Ein nomenklatorisches Synonym ist Aloe porphyrostachys subsp. koenenii (Lavranos & Kerstin Koch) Lodé (2007).

## Nachweise